# Yungasgors
De yungasgors (Rhynchospiza dabbenei) is een vogelsoort uit de familie Amerikaanse gorzen (Passerellidae). De soort werd in 1912 beschreven als Zonotrichia strigiceps dabbenei, dus als ondersoort van de chacogors (R. strigiceps). Op grond van onder andere moleculair genetisch onderzoek afgesplitst als aparte soort.

## Verspreiding en leefgebied
Deze soort komt voor van zuidoostelijk Bolivia tot in noordwestelijk Argentinië.